# Regatul celor Două Sicilii
Regatul celor Două Sicilii (în napolitană Regno d’’e Doje Sicilie, în siciliană Regnu dî Dui Sicili, în italiană Regno delle Due Sicilie) a fost cel mai mare și mai bogat stat italian dinainte de unificarea Italiei și a existat până în 1860, când a fost anexat de Principatul Piemontului (denumit oficial Regatul Sardiniei), noul stat rezultat fiind denumit Regatul Italiei începând cu 1861.
Regatul se întindea în sudul Peninsulei Italice și în insula Sicilia. Era format din teritorii din două foste regate care au avut o istorie comună: Regatul Neapolelui, format din partea sudică a peninsulei și Regatul Siciliei de pe insula Sicilia.

## Repere ale istoriei Regatului celor Două Sicilii

### Înființarea Regatului celor Două Sicilii
Regatul celor Două Sicilii a rezultat din unirea Regatului Siciliei cu Regatul Neapolelui (denumit Regatul Siciliei Peninsulare), de către regele Alfonso al V-lea al Aragonului în 1442. Cele două fuseseră separate din 1282. La moartea regelui Alfonso în 1458, regatul s-a împărțit între fratele acestuia, Ioan al II-lea al Aragonului, care a păstrat Sicilia, și fiul său nelegitim Ferdinand, care a devenit rege al Neapolelui.
În 1501 regele Ferdinand al II-lea al Aragonului, fiul lui Ioan al II-lea, a cucerit Neapole și a reunificat cele două regate sub autoritatea coroanei Spaniei. Titlul de „Rege al Siciliei și al celor Două Coaste ale Strâmtorii” a fost purtat de regii Spaniei până la Războiul Succesiunii Spaniole. La capătul acestui război, Tratatul de la Utrecht (1713) a dat Sicilia ducelui de Savoia, până când Tratatul de la Rastatt din 1714 a lăsat Neapole împăratului Carol al VI-lea. În 1720 împăratul și ducele de Savoia au schimbat Sicilia pentru Sardinia, reunificând Neapole cu Sicilia.
În 1734 ducele Carol de Parma, fiul regelui Filip al V-lea al Spaniei, a luat coroana siciliană de la Austria și a devenit Carol al VII-lea și al V-lea, dând Parma fratelui său mai mic, Filip. În 1754 el a devenit rege al Spaniei și a lăsat Sicilia și Neapole fiului său mai mic, care a domnit sub numele de Ferdinand al III-lea al Siciliei rerspectiv Ferdinand al IV-lea al Neapolelui, după care a fost încoronat ca Ferdinand I al celor Două Sicilii. În afara unei întreruperi în timpul lui Napoleon, Regatul celor Două Sicilii a rămas în stăpânirea familiei Bourbon (în italiană Bourbon Duo-Sicilie) până în 1860.

### Perioada napoleoniană
Napoleon Bonaparte a capturat Neapole în ianuarie 1799, în numele Republicii Franceze,  și a proclamat Republica Partenopeană. Regele Ferdinand a plecat din Neapole în Sicilia până în luna iunie a acelui an. În 1806, Bonaparte, devenit între timp împărat, l-a detronat din nou pe regele Ferdinand și l-a numit pe fratele său, Joseph Bonaparte, rege al Neapolelui. În Edictul de la Bayonne din 1808, Napoleon l-a mutat pe Joseph în Spania și și-a numit cumnatul, Joachim Murat, rege al celor Două Sicilii, deși el a controlat doar porțiunea continentală a regatului. În această perioadă napoleoniană, regele Ferdinand a continuat să domnească în Sicilia, capitala regatului mutându-se provizoriu la Palermo.

### Restaurația și sfârșitul regatului
Regele Ferdinand I a fost restaurat pe tron prin congresul de la Viena din 1815. El a încheiat un concordat cu Statele Papale, care anterior revendicau acest teritoriu.
Deși au existat unele revolte în insula Sicilia împotriva lui Ferdinand al II-lea, sfârșitul regatului a survenit în urma Expediției celor O Mie din 1861, condusă de Garibaldi cu ajutorul regatului Piemont-Sardinia condus de dinastia de Savoia. Expediția a avut ca rezultat o serie de înfrângeri ale armatelor siciliene în fața trupelor din ce în ce mai numeroase ale lui Garibaldi. După căderea orașului Palermo și a Siciliei, el a debarcat în Calabria și a avansat spre Napoli, în timp ce piemontezii invadau regatul dinspre Marche. Ultimele bătălii au fost cea de la Volturnus (1860) și asediul Gaetei, unde regele Francisc al II-lea se adăpostise, în așteptarea unui ajutor francez care nu a mai sosit. Ultimele orașe care au rezistat expediției lui Garibaldi au fost Messina (care a capitulat la 13 martie 1861) și Civitella del Tronto (care a capitulat la 20 martie 1861). Regatul celor Două Sicilii a fost dizolvat și anexat de noul regat al Italiei, înființat în același an.

## Geografie

### Departamente
Regatul cuprindea 14 departamente. Treisprezece se aflau în Peninsula Italică; insula Sicilia avea statut administrativ special, fiind administrată de la Palermo („al doilea oraș” al regatului). Ea era văzută ca având un statut deosebit, mai important decât o provincie continentală.
În 1860, după ce cele Două Sicilii au fost cucerite de Regatul Sardiniei, departamentele au devenit provincii după adoptarea legii Rattazzi.
|    | Peninsula          | Capitala                                 |
| -- | ------------------ | ---------------------------------------- |
| 1  | Abruzzo Ultra      | L'Aquila                                 |
| 2  | Abruzzo Citra      | Chieti                                   |
| 3  | Terra di Lavoro    | Capua, din 1859, Caserta                 |
| 4  | Contado del Molise | Campobasso                               |
| 5  | Principato Ultra   | Avellino(*)                              |
| 6  | Principato Citra   | Salerno                                  |
| 7  | Capitanata         | la început San Severo, mai târziu Foggia |
| 8  | Basilicata         | Potenza                                  |
| 9  | Terra di Bari      | Bari                                     |
| 10 | Terra d'Otranto    | Lecce                                    |
| 11 | Calabria Citra     | Cosenza                                  |
| 12 | Calabria Ultra     | Catanzaro                                |

|    | Insula  | Capitala |
| -- | ------- | -------- |
| 13 | Sicilia | Palermo  |

* Orașul Benevento a fost inclus oficial în acest departament, dar a fost ocupat de Statul Papal și considerat enclavă a acestuia.